# Escape to Witch Mountain (1975)
Escape to Witch Mountain is een film van Walt Disney Production uit 1975 en gebaseerd op het gelijknamige boek van Alexander Key. De film werd geregisseerd door John Hough en gedistribueerd door Buena Vista Distribution. Hoofdrollen worden gespeeld door Eddie Albert, Ray Milland, Kim Richards en Ike Eisenmann.

## Verhaal
Tieners Tony en Tia Malone, broer en zus, groeien op in een weeshuis sinds hun stiefouders stierven. Al snel wordt duidelijk dat de twee kinderen over psychische krachten beschikken. Tony kan met behulp van telekinese voorwerpen laten verplaatsen. Tia kan met haar broer communiceren via telepathie. Verder heeft zij een sterke empathische band met dieren, kan ze in de toekomst zien en heeft ze een (onderontwikkelde) gave om aan telekinese te doen. Ze heeft steeds een "sterrentas" bij zich die een vreemde landkaart bevat. Tia heeft een vage herinnering uit haar kinderjaren over een ongeval op zee waar ze werden gered door een zekere "oom Bené". Voor zover Tia weet, verdronk Bené tijdens de reddingsactie. 
Op een dag heeft Tia een visioen: de rijke advocaat Lucas Deranian zal een zwaar ongeval te wachten staan. Zij brengt Deranian hiervan per telefoon op de hoogte. Wanneer Deranian daadwerkelijk in de omschreven situatie terechtkomt (en dit overleeft) brengt hij Aristotle Bolt op de hoogte van de voorspelling. Deze rijke miljonair heeft een obsessie voor het paranormale. Bolt eist dat Deranian de kinderen vindt en hen bij hem brengt. Deranian belandt na een zoektocht in het weeshuis. Hij doet zich voor als een vergeten oom waardoor hij de kinderen kan meenemen naar Bolt.
Bolt heeft in zijn huis een verborgen camerasysteem geïnstalleerd waardoor hij de tieners overal kan volgen. Zo komen hij en Deranian te weten over welke bovennatuurlijke krachten zij bezitten. Wanneer Tony en Tia achter dit systeem komen, ontsnappen ze en verbergen zich in een winkel van caravans die wordt uitgebaat door Jason O'Day. Jason besluit uiteindelijk om de tieners te helpen en om het geheim van de vreemde kaart te achterhalen. Zo belanden zij aan de berg "Witch Mountain" waar de tieners een thuisgevoel krijgen. Ondertussen heeft Bolt een zoektocht ingezet en komt niet veel later ook aan de berg.
Tony en Tia beginnen zich meer en meer te herinneren en komen tot de conclusie dat het ongeval zich niet in een boot afspeelde, maar wel in een buitenaards ruimtetuig. De "sterrentas" verwijst naar de dubbelster waar hun thuisplaneet zich bevond.
Reeds jaren eerder waren deze bewoners op zoek naar een geschikte locatie en kwamen zo terecht aan "Witch Mountain" waar ze een gemeenschap oprichtten. Vervolgens lieten ze hun soortgenoten per twee of drie overkomen. Elke groep kreeg een "sterrentas" die hen tot bij Witch Mountain moest leiden. Tony, Tia en Bené vormden zulk team en crashten in zee. Nu blijkt dat oom Bené nog steeds leeft: hij gebruikte telepathie om te communiceren met een haai die hem vervolgens redde. Om uit de handen te blijven van Bolt wordt beslist om te vluchten met een ruimteschip.

## Rolverdeling
| Acteur             | Personage       |
| ------------------ | --------------- |
| Eddie Albert       | Jason O'Day     |
| Ray Milland        | Aristotle Bolt  |
| Donald Pleasence   | Lucas Deranian  |
| Kim Richards       | Tia Malone      |
| Ike Eisenmann      | Tony Malone     |
| Walt Barnes        | Sheriff Purdey  |
| Reta Shaw          | Mrs. Grindley   |
| Denver Pyle        | Uncle Bené      |
| Alfred Ryder       | Mr. Michaeljohn |
| Lawrence Montaigne | Ubermann        |
| Terry Wilson       | Biff Jenkins.   |
| George Chandler    | kruidenier      |
| Dermott Downs      | Truck           |
| Don Brodie         | pompbediende    |
| Paul Sorenson      | Foss            |
| Harry Holcombe     | Malone          |
| Sam Edwards        |                 |
| Dan Seymour        | psycholoog      |
| Eugene Daniels     | Cort            |
| Shepherd Sanders   | Ali             |

## Verschillen met het boek
Er zijn enkele verschillen met het boek waaronder:
- In het boek is O'Day een priester, in de film een garagist.
- In het boek wordt het schip waarmee Tony en Tia naar Aarde kwamen neergeschoten daar waar het in de film crasht in zee.
- De kinderen hebben in het boek een olijfgroene huidskleur. In de film zijn ze blank.
- In het boek is Deranian de antagonist. Hij werkt voor een duistere Europeaan. Deranian tracht de kinderen te ontvoeren voor hun speciale krachten. In de film is Bolt de antagonist die Deranian kan overhalen om de kinderen tot bij hem te brengen.
- Zowel het boek als de film spelen zich af in de Verenigde Staten. Echter, in het boek is de locatie nabij de Oostkust van de Verenigde Staten, in de film aan de Westkust van de Verenigde Staten

## Remake
In 1995 kwam een remake van de film met enkele wijzigingen. Tia en Tony werden vervangen door de tweeling Anna en Danny. Zij werden als kinderen gescheiden, maar ontmoeten elkaar in het weeshuis.